# Dave Eggers
Dave Eggers (Boston (Massachusetts), 12 maart 1970) is een Amerikaans auteur en redacteur.

## Levensloop
Eggers begon zijn loopbaan als schrijver bij Salon.com en het tijdschrift Might, dat hij zelf oprichtte. Vervolgens schreef hij een boek met semi-fictieve memoires (dat werd genomineerd voor de Pulitzerprijs) over het opvoeden van zijn jongere broer na de dood van hun ouders. Daarna volgden diverse romans en een verzameling korte verhalen. In 2005 publiceerde Eggers het boek Surviving Justice: America's Wrongfully Convicted and Exonerated, met daarin een serie interviews met mensen die tot de doodstraf veroordeeld werden, maar voor wie dat oordeel later teruggedraaid werd. Dat boek richt zich met name op de nasleep voor onterecht veroordeelden en hun nakomelingen.
In 2008 was Eggers een van de drie winnaars van de TED Prijs.

### Non-fictie
- A Heartbreaking Work of Staggering Genius (2000) 
  - in het Nederlands vertaald door Irving Pardoen als Een hartverscheurend verhaal van duizelingwekkende genialiteit
- Teachers Have It Easy: The Big Sacrifices and Small Salaries of America's Teachers (2005)
- Surviving Justice: America's Wrongfully Convicted and Exonerated (2005)
- Zeitoun (2009)
  - in het Nederlands vertaald door Maaike Bijnsdorp en Lucie Schaap

### Fictie
- You Shall Know Our Velocity (2002)
  - in het Nederlands vertaald door Dirk-Jan Arensman als U zult versteld staan van onze beweeglĳkheid
- Sacrament (herziene en uitgebreide versie van YSKOV, 2003)
- The Unforbidden is Compulsory; or, Optimism (2004)
- How We Are Hungry (korte verhalen, 2004)
  - in het Nederlands vertaald door Irving Pardoen als Hoe hongerig wĳ zĳn
- Short Short Stories (korte verhalen, 2005)
- What Is the What: The Autobiography of Valentino Achak Deng (2006)
  - in het Nederlands vertaald door Wim Scherpenisse en Gerda Baardman als Wat is de Wat : de autobiografie van Valentino Achak Deng
- How the Water Feels to the Fishes (korte verhalen, 2007)
- The Wild Things (verhaal gebaseerd op het door Spike Jonze verfilmde kinderprentenboek Where the Wild Things Are (Max en de Maximonsters) van Maurice Sendak) (2010)
  - in het Nederlands vertaald door Irving Pardoen als Max (en de Wild Things)
- A Hologram for the King (2012)
- The Circle (2013)
  - in het Nederlands vertaald door Gerda Baardman, Lidwien Biekmann, Brenda Mudde & Elles Tukker als De Cirkel
- Your Fathers, Where Are They? And the Prophets, Do They Live Forever? (2014)
- Heroes of the Frontier. Roman (2016)
  - in het Nederlands verschenen als Helden van de Grens.
- The Monk of Mokha. Roman (2018)
  - in het Nederlands verschenen als De monnik van Mokka.
- The parade Roman (2019)
  - in het Nederlands verschenen als De parade.
- The Captain and the Glory (2019)
  - in het Nederlands verschenen als De Kapitein en de Glory
- The Museum of Rain (2021)
- The Every (2021)
  - in het Nederlands verschenen als Het alles (ISBN 9789403155913)

## Bestseller 60
| Boeken met noteringen in de Nederlandse Bestseller 60 | Jaar van verschijnen | Datum van binnenkomst | Hoogste positie | Aantal weken | Opmerkingen          |
| ----------------------------------------------------- | -------------------- | --------------------- | --------------- | ------------ | -------------------- |
| Wat is de wat                                         | 2009                 | 04-11-2009            | 11              | 8            |                      |
| De cirkel                                             | 2013                 | 04-12-2013            | 9               | 24           |                      |
| Helden van de grens                                   | 2016                 | 03-08-2016            | 29              | 5            |                      |
| De monnik van Mokka                                   | 2018                 | 14-02-2018            | 46              | 1            |                      |
| De parade                                             | 2019                 | 27-03-2019            | 53              | 1            |                      |
| Het alles                                             | 2021                 | 27-10-2021            | 6               | 4            | vervolg op De cirkel |

- Bibsys: 1013450
- Biblioteca Nacional de España: XX1533234
- Bibliothèque nationale de France: cb13616059x (data)
- Catàleg d'autoritats de noms i títols de Catalunya: 981058507594006706
- CiNii: DA14160355
- Gemeinsame Normdatei: 133249980
- International Standard Name Identifier: 0000 0001 2133 9538
- Library of Congress Control Number: n96104532
- Nationale Bibliotheek van Letland: 000238212
- MusicBrainz: 08ddfbf7-e585-46b4-ab94-3c628ff073a6
- Bibliotheek van het Japanse parlement: 00864365
- Nationale Bibliotheek van Tsjechië: xx0000454
- Nationale bibliotheek van Australië: 52205303
- Nationale Bibliotheek van Israël: 987007601820105171
- Nationale en Universitaire bibliotheek Zagreb: 000298897
- Nederlandse Thesaurus van Auteursnamen: 20275474X
- Réseau des bibliothèques de Suisse occidentale: 02-A006398923
- Istituto Centrale per il Catalogo Unico: RAVV246063
- LIBRIS: 294322
- Système universitaire de documentation: 056569998
- Trove: 1520250
- Union List of Artist Names: 500271336
- Virtual International Authority File: 56593673
- WorldCat: E39PBJgmRDWPJKCGFhM7gKRFrq